# 佐藤あずみ
佐藤 あずみ（さとう あずみ、1989年3月30日 - ）は、日本の女性モデル。千葉県出身。プラチナムプロダクション所属。

## 略歴
2008年に渋谷で買い物中に、スカウトされてデビュー。同時にファッション雑誌『egg』や『ES POSHH!』からもスカウトされる。その後、女性ファッション誌、特にティーン誌を中心に活動を続ける。
西原有紀（BeeBee）と共に“Go Go Friends”というユニットを組んでおり、事務所の先輩である志摩夕里加が“DJ SHIMA☆YURI”としてリリースしたMIX-CD『Lovely Kiss 2 mixed by DJ SHIMA☆YURI with Go Go Friends』（キングレコード・2013年7月10日発売）と『Lovely Kiss 3 mixed by DJ SHIMA☆YURI with Go Go Friends』（同・2014年6月25日発売）に参加している。
私生活では結婚したことを2019年12月30日に自身のインスタグラムで公表した。その後第1子を妊娠していることを2023年3月28日に自身のインスタグラムで公表した。

## 人物
姉が1人いる。川又静香はプラチナム以前に所属していた事務所時代からの親友で、インターネットTVで一緒に番組を持っていたこともある。ねぎみそラーメンが好きである。

## 出演

### テレビ
- 情報プレゼンター とくダネ!（フジテレビ）
- 東京読モ（TOKYO MX）

### 雑誌モデル
- BLENDA（レギュラーモデル）
- egg
- S Cawaii!
- ES POSHH!
- Happie Nuts
- JELLY
- BETTY
- WOOFIN' GIRL
- カスタムバーニング（表紙）

### 雑誌連載
- カスタムバーニング「佐藤あずみのGALモデルだってカスタムしますけどっ♪」

### イメージガール
- 2010年「もちもちダイエットおやき」

### レースクイーン
- 2010年 全日本ロードレース選手権 (第1戦:4/4 筑波サーキット SP忠男レーシングチーム）
- 2010年 スーパー耐久2010 （第2戦：5/9 スポーツランドSUGO ST-4クラス TRACY SPORTS）

### その他
- 東スポ掲載
- サンスポ掲載